# Bruno Hillebrand
Bruno Hillebrand (* 6. Februar 1935 in Düren; † 31. März 2016) war ein Literat und Literaturwissenschaftler.

## Leben
Nach dem Studium der Literatur, Kunst und Philosophie in München, Wien und Berlin promovierte er 1963 und habilitierte sich in München 1969, seit 1971 war er Professor für deutsche Literatur an der Universität Mainz und seit 1978 Mitglied der Akademie der Wissenschaften und der Literatur zu Mainz. 1981/82 war er Fellow am Wissenschaftskolleg zu Berlin. 1984 Writer in Residence an der University of Texas at Austin. Verschiedentlich Gastprofessor an der Kaiserlichen Universität Kyoto, Japan und in den USA. Berufliche Engagements im Auftrag des DAAD in Indien, Australien, Neuseeland, Korea. Hillebrands Hauptarbeitsgebiete sind Essay, Lyrik, Roman sowie poetische Ästhetik.

## Schriften
Literarische Bücher
- Sehrreale Verse. Gedichte. (S.Fischer Verlag) Frankfurt a. M. 1966.
- Reale Verse. Gedichte. (S. Fischer Verlag) Frankfurt a. M. 1972.
- Versiegelte Gärten. Roman. (S. Fischer Verlag) Frankfurt a. M. 1979.
- Über den Rand hinaus. Gedichte. (S. Fischer Verlag) Frankfurt a. M. 1982.
- Vom Wüstenrand. Gedichte. (S. Fischer Verlag) Frankfurt a. M. 1985.
- Von der Krümmung des Raumes. Gedichte.(S. Fischer Verlag) Frankfurt a. M. 1992.
- Und sage ja zu diesem Augenblick. Gedichte aus den Jahren 1960 - 1985. (Fischer TB) Frankfurt a. M. 1992.

Essayistische und wissenschaftliche Bücher
- Artistik und Auftrag. Zur Kunsttheorie von Benn und Nietzsche. München (Nymphenburger Verlag) 1966.
- Mensch und Raum im Roman. Studien zu Keller, Stifter, Fontane. (Winkler Verlag) München (1971).
- Theorie des Romans. Erzählstrategien der Neuzeit. (Winkler Verlag) München 1972. Jeweils erweiterte Auflagen: (dtv) München 1980; (Metzler Verlag) Stuttgart 1993 und (Fischer TB) Frankfurt a. M. 1996.
- Nietzsche und die deutsche Literatur. 2 Bde. (dtv) München und (Niemeyer Verlag) Tübingen 1978.
- Zur Struktur des Romans. (WB) Darmstadt 1978.
- Gottfried Benn. (WB) Darmstadt 1979
- Gottfried Benn. Gesammelte Werke in der Fassung der Erstdrucke. (Textkritische Ausgabe in 4 Bde. mit einführenden Essays des Herausgebers Bruno Hillebrand. Versehen jeweils mit einer Benn-Biographie und Werkbiographien zur Lyrik, zur Prosa und zu den Essays.) (Fischer TB) Frankfurt a. M. 1982–1990.
- Goethes Werther – ein deutsches Thema. (Steiner Verlag) Wiesbaden 1982.
- Die Hoffnung des alten Goethe. (Steiner Verlag) Wiesbaden 1983.
- Grundfragen der Nietzsche-Forschung. (Internationales Nietzsche-Seminar am Wissenschaftskolleg zu Berlin 1982. Hg. Mazzino Montinari und Bruno Hillebrand; jeweils mit eigenen Beiträgen.) (de Gruyter Verlag) Berlin / New York 1984.
- Vernunft ist etwas Sicheres. Karl Krolow: Poesie und Person. (Steiner Verlag) Wiesbaden / Stuttgart 1985.
- BENN. (Essays zu Person und Werk von Bruno Hillebrand anläßlich des 100sten Geburtstags von Gottfried Benn.) (S. Fischer Verlag) Frankfurt a. M. 1986.
- Über Gottfried Benn. Kritische Stimmen 1912–1986. 2Bde. (Mit einer vollständigen Bibliographie.) (Fischer TB) Frankfurt a. M. 1987.
- In Wien mit deutschen Dichtern. Ein Spaziergang. (Steiner Verlag) Wiesbaden / Stuttgart 1988.
- Ästhetik des Nihilismus. Von der Romantik zum Modernismus der Künste. (Metzler Verlag) Stuttgart (1991)
- Der Augenblick ist Ewigkeit: Goethes wohltemperiertes Verhältnis zur Zeit. (Steiner Verlag) Stuttgart 1997.
- Ästhetik des Augenblicks. Der Dichter als Überwinder der Zeit. Von Goethe bis heute. (Verlag Vandenhoeck & Ruprecht) Göttingen 1999.
- Nietzsche. Wie die Dichter ihn sahen. (Verlag Vandenhoeck & Ruprecht) Göttingen 2000. Rezensionsnotiz auf Perlentaucher
- Was denn ist Kunst? Essays zur Dichtung im Zeitalter des Individualismus (Gesammelte Essays von Bruno Hillebrand aus den Jahren 1966–1998. Mit einer Einführung von Christian Schärf) (Verlag Vandenhoeck & Ruprecht) Göttingen 2001.
- Wo steht die Dichtung heute? (Vorträge und Statements der Poeten. Zwanzig Jahre Poetik-Dozentur der Akademie der Wissenschaften und der Literatur an der Universität Mainz, begründet und betreut von Bruno Hillebrand.) (Wissenschaftliche Buchgesellschaft) Darmstadt 2002.
- Nietzsche – der Dichter. (Steiner Verlag) Stuttgart 2006.